# Joakim Stenberg
Joakim Stenberg, född 22 november 1981, är en svensk professionell kampsportare som främst tävlar inom Thaiboxning. Hans nuvarande klubbar är Vbc (thaiboxning), Nacka dojo (sub-mission wrestling/grappling) och Vbc (boxning). Joakim Stenberg är 188 cm och väger 89 kg. År 2009 vann Stenberg de Nordiska Mästerskapen i thaiboxning med 3-0 mot Vänttinen från Finland. År 2011 vann han Roma world cup och svenska grapplingligan.

## Prestationer

### Kick- & thaiboxning
Totalt 17 matcher, varav 13 vinster, 2 förluster, 1 oavgjord och 1 diskvalificering.

### Sub-mission wrestling/grappling
Totalt 56 matcher, varav 39 vinster 2 förluster 15 oavgjorda.

### Amatörboxning
Totalt 3 matcher 2 vinster 1 förlust.

## Karriär
- Svenska grapplingligan, vinnare 2012.
- Svenska grapplingligan, vinnare 2011.
- Roma world cup, vinnare 2011.
- Nordisk mästare i thaiboxning, 2009.
- SM-finalist 2007 i thaiboxning.
- Tanto fight night, vinnare 2006.